# Halla Margrét Árnadóttir
Halla Margrét Árnadóttir (Reykjavík, 23 aprile 1964) è una cantante islandese.
Ha rappresentato l'Islanda all'Eurovision Song Contest 1987 con il brano Hægt Og Hljótt (in italiano: Lentamente e con calma) con musica e testo di Valgeir Guðjónsson e diretta da Hjálmar Ragnarsson. La canzone si classificò al quarto posto (su 22 nazioni partecipanti) e ricevette 28 punti.

## Biografia
A partire dal 1997, Halla Margrét è stata una cantante d'opera e concertistica. Come soprano ha interpretato Anna in Le Villi di Puccini e come Tigrana in Edgar di Puccini. Nel 2009 ha interpretato Turandot al teatro dell'Opera di Roma. Trasferitasi in Italia dal 1998 vive a Parma.